# Liturgika
Liturgika (crkv. grč. λεıτουργıϰός: koji se odnosi na obred, obredni) teološka je grana koja sustavno proučava postanak i razvoj crkvenih obredâ. Dijeli se na rubricističku (praktičnu) liturgiku, koja se bavi proučavanjem crkvenih propisa o liturgijskim činima (misa, časoslov, sakramenti i sakramentali) i povijesnu liturgiku, koja proučava njihov povijesni razvoj.

## Vanjske poveznice
Mrežna mjesta
- Hrvatski institut za liturgijski pastoral, službeno mrežno mjesto
- Ante Crnčević, Liturgijska obnova u svjetlu poslijesaborskih smjernica, Bogoslovska smotra 3/2005.
- Dragutin Kniewald, Lirurgika (1937.), predkoncilski liturgički priručnik